# Константин Фалберг
Константин Фалберг (на руски: Константин Фальберг; на немски: Constantin Fahlberg) е американски, германски, руски химик, известен със своето откритие на захарина.

## Биография
Роден е в Тамбов, Руска империя на 22 декември 1850 г. До 11-годишна възраст учи в Тарту, Естония.
През 1868 – 1869 г. получава основна техническа подготовка в Политехническия институт в Москва и година по-късно се премества в Техническия университет в Берлин. Там учи заедно с известния по онова време химик Карл Бернхард Вилхелм Шейблер.
През 1874 г. имигрира в САЩ, където отваря аналитична лаборатория, специализирана по захар, в Ню Йорк. През 1877 г. Фалберг е нает от новия Университет „Джонс Хопкинс“, за да ръководи техните изследвания. Става гражданин на САЩ. По-късно се установява в Германия и продължава изследванията си.
Почива на 59-годишна възраст в Насау, Германия на 15 август 1910 г.

## Научна дейност
През 1877 – 1878 г. при анализ на съставките на каменовъглената смола, той открива острия, сладникав вкус на анхидрорто-сулфаминебензоичната киселина (накратко бензоична киселина), която той нарича захарин.